# IIHF Development Cup 2018
Der IIHF Development Cup 2018 war die zweite Austragung des Wettbewerbs und fand vom 19. bis 21. November 2018 im Bundesleistungszentrum für Eishockey im deutschen Füssen statt. Gespielt wurde in der 1.354 Zuschauer fassenden Halle I des Bundesleistungszentrum für Eishockey und Curling.

## Teilnehmer
Vier Länder nahmen an dem Turnier teil:
- Andorra (Vorjahres-Vierter)
- Irland (Vorjahres-Zweiter)
- Mazedonien (Neuling)
- Portugal (Vorjahres-Dritter)

 Argentinien,  Brasilien und Vorjahressieger  Marokko zogen ihre Meldungen zurück.

## Turnierverlauf

### Vorrunde
| 19. November 2018 10:00 Uhr | Irland | 6:9 (2:3, 4:4, 0:2) | Mazedonien | Bundesleistungszentrum, Füssen |

| 19. November 2018 12:00 Uhr | Andorra | 2:11 (0:4, 1:3, 1:4) | Portugal | Bundesleistungszentrum, Füssen |

| 19. November 2018 18:00 Uhr | Andorra | 4:9 (1:4, 0:4, 3:1) | Mazedonien | Bundesleistungszentrum, Füssen |

| 19. November 2018 20:00 Uhr | Irland | 4:12 (0:7, 2:2, 2:3) | Portugal | Bundesleistungszentrum, Füssen |

| 20. November 2018 10:00 Uhr | Mazedonien | 5:4 (2:3, 3:1, 0:0) | Portugal | Bundesleistungszentrum, Füssen |

| 20. November 2018 12:00 Uhr | Andorra | 4:6 (1:1, 2:0, 1:5) | Irland | Bundesleistungszentrum, Füssen |

| Pl. |            | Sp | S | OTS | OTN | N | Tore  | Punkte |
| --- | ---------- | -- | - | --- | --- | - | ----- | ------ |
| 1.  | Mazedonien | 3  | 3 | 0   | 0   | 0 | 23:14 | 9      |
| 2.  | Portugal   | 3  | 2 | 0   | 0   | 1 | 27:11 | 6      |
| 3.  | Irland     | 3  | 1 | 0   | 0   | 2 | 16:25 | 3      |
| 4.  | Andorra    | 3  | 0 | 0   | 0   | 3 | 10:26 | 0      |

Abkürzungen: Pl. = Platz, Sp = Spiele, S = Siege, OTS = Siege nach Verlängerung (Overtime) oder Penaltyschießen, OTN = Niederlagen nach Verlängerung oder Penaltyschießen, N = Niederlagen, n. P. = Ergebnis nach Penaltyschießen

### Finalrunde
Halbfinale
| 20. November 2018 18:00 Uhr | Portugal | 10:1 (4:1, 5:0, 1:0) | Irland | Bundesleistungszentrum, Füssen |

| 20. November 2018 18:00 Uhr | Mazedonien | 6:3 (3:0, 1:0, 2:3) | Andorra | Bundesleistungszentrum, Füssen |

Spiel um Platz 3
| 21. November 2018 16:00 Uhr | Irland | 8:7 (2:3, 3:3, 3:1) | Andorra | Bundesleistungszentrum, Füssen |

Finale
| 21. November 2018 19:00 Uhr | Portugal | 3:9 (1:3, 0:4, 2:2) | Mazedonien | Bundesleistungszentrum, Füssen |